# Vetvi
Ветви (обычно используется латинизированная форма Vetvi) — шестой студийный альбом российской группы Theodor Bastard, вышедший 29 апреля 2015 года. Это пятый релиз группы, вышедший на их собственном лейбле Theo Records. В отличие от предыдущих альбомов «Ветви» вдохновлены атмосферой Севера, особенно — Карелии. В записи альбома принимали участие бурятский коллектив Namgar и камерный хор Lauda.
Первый сингл из альбома, «Ветви», был доступен 13 апреля 2015 года, за две с половиной недели до релиза. Позже на эту песню, как и на песню «Кукушка», был снят музыкальный клип.
На лейбле Fulldozer в ноябре 2016 года альбом «Ветви» вышел на виниле - в трёх изданиях: обычном, специальном - с бонусным CD, в матерчатой сумке с логотипом группы и специальном делюксовом - с бонусным CD, в деревянном боксе с логотипом группы. Бонусным CD стала впервые изданная запись концерта группы в студии «Добролёт», состоявшегося в 2013 году. Винил был напечатан в Великобритании.

## История создания
После выхода альбома Oikoumene востребованность группы возросла — песни попали в ротацию на радио, резко увеличилось количество концертов.
Из-за слишком большого числа мероприятий, организуемых менеджментом группы ("встречи, обязательства, концерты"), "сочинять удавалось где-то в промежутках между турами", поэтому группа взяла паузу в концертных выступлениях, чтобы сосредоточиться на работе над альбомом.
Несмотря на то, что песня Aion с 2013 года исполнялась на концертах — к моменту записи песни «Ветви» было создано около 50-ти демо-версий различных композиций, и только после доводки заглавной песни сложился цельный образ альбома и его название:
Все эти мучительные месяцы сомнений и каких-то недоделанных заготовок вылились в нечто совершенно новое для нас. А ещё мне сразу понравилось название, пересекающееся с Arbor mundi — универсальным мифологическим архетипом. В славянской мифологии Мировое древо ведь являет собой символ мироздания. Его крона достигает небес, корни — священных подземных вод, а ствол и ветви олицетворяют земное пространство.
Саунд-продюсером альбома, как и предыдущих работ группы, выступил Фёдор Сволочь, а большую часть текстов песен написала Яна Вева, за исключением песен «Кукушка» и «Белый город», тексты которых были написаны вместе - Яной и Фёдором. Музыка альбома также написана ими совместно. Записывался альбом на студии «Добролёт» в Санкт-Петербурге. Художником оформления альбома выступила португальская художница Элия Мерви (Elia Mervi).

### Тематика
В отличие от прошлых записей группа вдохновлялась русским Севером, называя его «своим местом силы» . Фёдор Сволочь рассказывает об этом так:

«Ветви» для нас совершенно уникальный альбом. В нём мы обратили внимание на нашу славянскую культуру и прежде всего на так любимый нами русский Север. По которому многие годы мы путешествуем. Ладога, Карельский перешеек - это наши места силы. Это наша земля, на которой мы выросли, и мне кажется, без этого влияния Карелии такого альбома у нас бы просто не было. Когда уезжаешь на ладожские острова, те, что на севере Ладоги, то оказываешься совсем в ином мире. В ином измерении. На острове ни души, только ты и природа. Гнёзда чаек, гадюки, на камни выбираются ладожские нерпы, совершенно удивительные, с чёрными глазами-безднами. Ветер бывает такой, что сносит палатку, а на лодке из-за внутреннего течения просто не отплыть. Сам остров - это такая модель Вселенной в миниатюре: с северной стороны - мох, камни, кривые деревца, но пройдёшь двадцать метров на южный берег - а там буйство растений, высокие деревья. Красота!
— Фёдор Сволочь, интервью для фестиваля Mėnuo Juodaragis
Песни альбома исполняются на нескольких языках — заглавная, «Umbraya Erze» — на старонорвежском и русском, «Ветви», «Кукушка» и др. — на русском, а заключительная, «Колодец» — на древнерусском.
Яна Вева говорит ещё о такой важной теме альбома:

Для меня «Ветви» — это альбом о смерти, он весь пропитан ею. Это пластинка о смерти близких людей, о том, как думаешь, где они сейчас бродят в темноте, и можно ли хоть одним словом дотянуться до них или что-то передать, увидеть их во сне... Весь альбом об этом.
— Яна Вева, интервью порталу vPenze.ru
Наибольшее отражение эта тема получила в песне «Нити».

## Список песен

| №   | Название               | Длительность |
| --- | ---------------------- | ------------ |
| 1.  | «Umbraya Erze»         | 5:27         |
| 2.  | «Vetvi»                | 4:05         |
| 3.  | «Salameika»            | 4:32         |
| 4.  | «Kukushka»             | 5:24         |
| 5.  | «Aion»                 | 6:21         |
| 6.  | «Niti»                 | 4:08         |
| 7.  | «Veter (feat. Namgar)» | 5:08         |
| 8.  | «Yaard»                | 5:30         |
| 9.  | «Beliy Gorod»          | 5:15         |
| 10. | «Kolodec»              | 3:25         |

## Участники записи
Яна Вева — вокал, моринхур, клавишные, флейта баву;

Фёдор Сволочь — гитары, укулеле, горн, барабаны, даф, варган, дульцимер;

Kusas — дунчен, диджериду, конги, кахон, металлофон;

Ольга Глазова – гусли;

Алексей Калиновский – клавишные, колесная лира;

Тарас Фролов – клавишные;

Наталья Назарова - препарированная виолончель;

Мария Брокколи – костяная флейта;

Гуля Наумова - сибирская скрипка;

Вадим Сергеев – гитара, укулеле, бас;

Филипп Барский – арфа, сантур;

Энди Владич – барабаны;

Кирилл Серов – барабаны дун-дун;

Павел Пауков – бас;

Василь Давлетшин – бас;

Павел Храбров – бас;

Намгар Лхасаранова — вокал;
Александр Платонов (Ансамбль Старинной Крестьянской Музыки) – вокал;
Камерный хор "Лауда": Дамир Уразымбетов, Артем Кобяков, Вячеслав Иванов, Иван Родионов;

Хоровая аранжировка: Алексей Калиновский;
Аранжировка песен: Фёдор Сволочь и Яна Вева;

Саунд-продюсирование: Фёдор Сволочь;

Сведение: Андрей Алякринский;

Мастеринг: Борис Истомин.

## Критика
Критики восприняли альбом крайне положительно. Дмитрий Мех, постоянный автор сайта «Репродуктор» отметил, что качество и объём живой музыки позволили создать неразрывное музыкальное произведение. Андрей Бухарин из Rolling Stone, поставив альбому 9/10, также отметил высокий уровень работы, при этом отметив никуда не пропавшее влияние Dead Can Dance. Журналист газеты «Завтра» Андрей Смирнов отметил композиционную целостность альбома, указав, что в этноэлектронике Theodor Bastard больше народных мотивов, чем в иных фолк-проектах.
Иностранные критики также отметили альбом положительно. Немецкий критик Кристиан Шельм оценил альбом в 11 из 15, особо отметив вокал Яны Вевы и сочетание этнических, медитативных мелодий с ритмичными ударными и гитарой.. Стефан Шелле из Muzikzircus Magazine также крайне положительно оценил альбом как имеющий цельную, единую атмосферу, выделив песню Umbraya Erze. Роберто Филиппоцци из журнала Darkroom Magazine отметил сильное влияние готики в альбоме и вокал Яны Вевы, назвав каждую из песен «драгоценным камнем»